# Заблудовский, Павел Ефимович
Павел Ефимович Заблудовский (20 мая [1 июня] 1894, Могильное, Подольская губерния — 18 сентября 1993, Москва) — русский и советский врач, историк медицины. Доктор медицинских наук (1963), профессор (1964).

## Биография
Павел Заблудовский родился 20 мая (1 июня) 1894 года в селе Могильном Гайсинского уезда Подольской губернии, в семье инженера и врача Берты Иосифовны Фин.
Учился в Новороссийском университете, вначале на естественном отделении физико-математического факультета, затем на медицинском факультете, по окончании которого в 1916 году был призван в армию. Служил военным врачом на германском фронте Первой мировой войны до 1918 года. В 1919 году сдал экзамен за университетский курс медицины в Киевском университете.
С 1919 по 1921 год на Южном и Юго-Западном фронтах Гражданской войны на медицинских должностях в Красной армии: младший врач, начальник курсов красных санитаров, начальник Киевской военно-фельдшерской школы. После демобилизации работал помощником уполномоченного в составе отряда Киевского губпрофсовета по борьбе с голодом в Донбассе.
С конца 1922 по 1928 год сотрудник Народного комиссариата здравоохранения РСФСР, инспектор медико-санитарного управления путей сообщения, старший инспектор бюро санитарного просвещения. Одновременно редактор научно-популярной медицинской литературы в Госиздате РСФСР.
По разным данным, с 1928 по 1930, либо с 1925 по 1929 год в качестве судового врача совершил несколько дальних плаваний: в Арктику, на Ближний Восток и вокруг Европы.
С 1930 по 1939, либо с 1928 по 1934 год — старший ассистент Центрального института охраны здоровья детей и подростков при Наркомздраве РСФСР.
В 1934 году по направлению Накомздрава обучался на курсах по философии и истории в Коммунистической академии, в 1938 году окончил с отличием Марксистско-ленинский университет для научных работников. С 1937 по 1939 год сотрудник кафедры истории медицины 1-го Московского медицинского института.
С 1939 года работал в Центральном институте усовершенствования врачей: доцент, исполняющий обязанности заведующего кафедрой истории медицины, с 1953 года заведующий курсом истории медицины, с 1974 года до конца жизни — профессор-консультант ЦИУВ.
С 1945 по 1948 год параллельно с работой в ЦИУВ заведовал кабинетом всеобщей истории медицины в Институте организации здравоохранения, медицинской статистики и социальной гигиены АМН СССР.
Доктор медицинских наук с 1963 года, профессор с 1964 года.
Умер 18 сентября 1993 года в Москве. Похоронен на Даниловском кладбище.

## Вклад в науку
Павел Заблудовский — автор около 250 научных работ по истории медицины, переводов на русский язык классической медицинской литературы (Фракасторо, Парацельса, Рамаццини и др.) и комментариев к ним. Автор первых в СССР учебных материалов по истории медицины, соавтор учебника и редактор хрестоматии по истории медицины для медицинских вузов. Научный руководитель 13 кандидатских и 4 докторских диссертаций.

### Дополнительная
- Чикин С. Я. Врачи-философы.— М.: Медицина, 1990.— 384 с.
- Лернер П. М. Заблудовский Павел Ефимович // Lib.ru : сайт. — Израиль, 2010. — 30 октября.